# Lista państw członkowskich Stowarzyszenia Narodów Azji Południowo-Wschodniej

██ Członkowie ASEAN
██ Obserwatorzy ASEAN
██ Kandydaci na członków ASEAN
██ ASEAN Plus Trzy
███ Szczyt wschodnioazjatycki
██████ Forum Regionalne ASEAN

Poniżej znajduje się lista państw członkowskich Stowarzyszenia Narodów Azji Południowo-Wschodniej (ASEAN). ASEAN zostało założone 8 sierpnia 1967 przez Tajlandię, Indonezję, Malezję, Singapur oraz Filipiny. Na rok 2022, stowarzyszenie składa się z 10 członków oraz dwóch obserwatorów.

## Państwa członkowskie
| Flaga | Państwo        | Stolica                            | Powierzchnia w km² | Ludność (2022) | Gęstość zaludnienia (osób/km²) | UTC               | Waluta             | Język urzędowy                         | Głowa państwa                     | Szef rządu                        | Data przystąpienia                   |
| ----- | -------------- | ---------------------------------- | ------------------ | -------------- | ------------------------------ | ----------------- | ------------------ | -------------------------------------- | --------------------------------- | --------------------------------- | ------------------------------------ |
|       | Brunei         | Bandar Seri Begawan                | 5765               | 478 054        | 82,92                          | +8                | Dolar brunejski    | malajski                               | Sułtan Hassanal Bolkiah           | Sułtan Hassanal Bolkiah           | 7 stycznia 1984(dts)                 |
|       | Filipiny       | Manila                             | 300 000            | 114 597 229    | 381,99                         | +8                | Peso filipińskie   | filipiński, angielski                  | Prezydent Ferdinand Marcos Jr.    | Prezydent Ferdinand Marcos Jr.    | 8 sierpnia 1967(dts)                 |
|       | Kambodża       | Phnom Penh                         | 181 035            | 16 713 015     | 92,32                          | +7                | Riel kambodżański  | khmerski                               | Król Norodom Sihamoni             | Premier Hun Manet                 | 30 kwietnia 1999(dts)                |
|       | Indonezja      | Dżakarta                           | 1 904 569          | 277 329 163    | 145,61                         | +7, +8, +9        | Rupia indonezyjska | indonezyjski                           | Prezydent Joko Widodo             | Prezydent Joko Widodo             | 8 sierpnia 1967(dts)                 |
|       | Laos           | Wientian                           | 236 800            | 7 749 595      | 33,73                          | +7                | Kip                | laotański                              | Prezydent Thongloun Sisoulith     | Premier Sonexay Siphandone        | 23 lipca 1997(dts)                   |
|       | Malezja        | Kuala Lumpur                       | 329 847            | 33 871 431     | 102,69                         | +8                | Ringgit            | malajski                               | Król Tengku Abdullah              | Premier Anwar Ibrahim             | 8 sierpnia 1967(dts)                 |
|       | Mjanma         | Naypyidaw                          | 676 578            | 57 526 449     | 85,03                          | +6:30             | Kiat               | birmański                              | Przewodniczący Min Aung Hlaing    | Przewodniczący Min Aung Hlaing    | 23 lipca 1997(dts)                   |
|       | Singapur       | Singapur                           | 719                | 5 921 231      | 8235,37                        | +8                | Dolar singapurski  | malajski, chiński, angielski, tamilski | Prezydent Tharman Shanmugaratnam  | Premier Lee Hsien Loong           | 8 sierpnia 1967(dts)                 |
|       | Tajlandia      | Bangkok                            | 513 120            | 69 648 117     | 135,73                         | +7                | Bat                | tajski                                 | Król Maha Vajiralongkorn          | Premier Srettha Thavisin          | 8 sierpnia 1967(dts)                 |
|       | Wietnam        | Hanoi                              | 331 210            | 103 808 319    | 313,42                         | +7                | Đồng               | wietnamski                             | Prezydent Võ Văn Thưởng           | Premier Phạm Minh Chính           | 28 lipca 1995(dts)                   |
|       | ASEAN - całość | Dżakarta - sekretariat organizacji | 4 479 643          | 687 642 603    | 153,50                         | +6:30, +7, +8, +9 | —                  | angielski - język roboczy              | Sekretarz generalny Kao Kim Hourn | Sekretarz generalny Kao Kim Hourn | Data założenia: 8 sierpnia 1967(dts) |

## Państwa kandydujące i obserwatorzy
O członkostwo w ASEAN-ie aktualnie (stan na 2023) ubiegają się dwa państwa Papua-Nowa Gwinea i Timor Wschodni.
| Flaga | Państwo           | Stolica      | Powierzchnia w km² | Ludność (2022) | Gęstość zaludnienia (osób/km²) | UTC | Waluta            | Język urzędowy                  | Głowa państwa                                                 | Szef rządu            | Status               |
| ----- | ----------------- | ------------ | ------------------ | -------------- | ------------------------------ | --- | ----------------- | ------------------------------- | ------------------------------------------------------------- | --------------------- | -------------------- |
|       | Papua-Nowa Gwinea | Port Moresby | 462 840            | 9 593 498      | 20,73                          | +10 | Kina              | angielski, tok pisin, hiri motu | Król Karol III, w jego imieniu Gubernator generalny Bob Dadae | Premier James Marape  | Obserwator (od 1976) |
|       | Timor Wschodni    | Dili         | 14 874             | 1 445 006      | 97,15                          | +9  | Dolar amerykański | portugalski, tetum              | Prezydent José Ramos-Horta                                    | Premier Xanana Gusmão | Obserwator (od 2022) |

## Pozostałe państwa związane z ASEAN-em

### ASEAN Plus Trzy
| Flaga | Państwo          | Stolica | Powierzchnia w km² | Ludność (2022) | Gęstość zaludnienia (osób/km²) | UTC | Waluta                  | Język urzędowy        | Głowa państwa             | Szef rządu            |
| ----- | ---------------- | ------- | ------------------ | -------------- | ------------------------------ | --- | ----------------------- | --------------------- | ------------------------- | --------------------- |
|       | Chiny            | Pekin   | 9 596 960          | 1 410 539 758  | 146,98                         | +8  | Yuan                    | chiński (mandaryński) | Przewodniczący Xi Jinping | Premier Li Qiang      |
|       | Japonia          | Tokio   | 377 915            | 124 214 766    | 328,68                         | +9  | Jen                     | japoński              | Cesarz Naruhito           | Premier Fumio Kishida |
|       | Korea Południowa | Seul    | 99 720             | 51 844 834     | 519,90                         | +9  | Won południowokoreański | koreański             | Prezydent Yoon Suk-yeol   | Premier Han Duck-soo  |

### Szczyt wschodnioazjatycki
Szczyt wschodnioazjatycki tworzą państwa ASEAN Plus Trzy oraz dodatkowo:
| Flaga | Państwo           | Stolica    | Powierzchnia w km² | Ludność (2022) | Gęstość zaludnienia (osób/km²) | UTC                                           | Waluta              | Język urzędowy                            | Głowa państwa                                                    | Szef rządu                |
| ----- | ----------------- | ---------- | ------------------ | -------------- | ------------------------------ | --------------------------------------------- | ------------------- | ----------------------------------------- | ---------------------------------------------------------------- | ------------------------- |
|       | Australia         | Canberra   | 7 741 220          | 26 141 369     | 3,38                           | +8, +9, +10, +11                              | Dolar australijski  | brak, de facto angielski                  | Król Karol III, w jego imieniu Gubernator generalny David Hurley | Premier Anthony Albanese  |
|       | Indie             | Nowe Delhi | 3 287 263          | 1 389 637 446  | 422,73                         | +5:30                                         | Rupia indyjska      | hindi, angielski                          | Prezydent Draupadi Murmu                                         | Premier Narendra Modi     |
|       | Nowa Zelandia     | Wellington | 268 838            | 5 053 004      | 18,80                          | +9                                            | Dolar nowozelandzki | angielski, maoryski, nowozelandzki migowy | Król Karol III, w jego imieniu Gubernator generalna Cindy Kiro   | Premier Chris Hipkins     |
|       | Rosja             | Moskwa     | 17 098 242         | 142 021 981    | 8,31                           | +2, +3, +4, +5, +6, +7, +8, +9, +10, +11, +12 | Rubel               | rosyjski oraz języki lokalnych republik   | Prezydent Władimir Putin                                         | Premier Michaił Miszustin |
|       | Stany Zjednoczone | Waszyngton | 9 833 517          | 337 341 954    | 34,31                          | -11, -10, -9, -8, -7, -6, -5, -4              | Dolar amerykański   | brak, de facto angielski                  | Prezydent Joe Biden                                              | Prezydent Joe Biden       |

### Forum regionalne ASEAN
Forum regionalne ASEAN tworzą państwa Szczytu wschodnioazjatyckiego oraz dodatkowo:
| Flaga | Państwo         | Stolica                    | Powierzchnia w km² | Ludność (2022) | Gęstość zaludnienia (osób/km²) | UTC                       | Waluta                                  | Język urzędowy                                         | Głowa państwa                                                  | Szef rządu                                               |
| ----- | --------------- | -------------------------- | ------------------ | -------------- | ------------------------------ | ------------------------- | --------------------------------------- | ------------------------------------------------------ | -------------------------------------------------------------- | -------------------------------------------------------- |
|       | Bangladesz      | Dhaka                      | 148 460            | 165 650 475    | 1115,79                        | +6                        | Taka                                    | bengalski                                              | Prezydent Shahabuddin Chuppu                                   | Premier Sheikh Hasina                                    |
|       | Kanada          | Ottawa                     | 9 984 670          | 38 232 593     | 3,83                           | -3:30, -4, -5, -6, -7, -8 | Dolar kanadyjski                        | angielski, francuski                                   | Król Karol III, w jego imieniu Gubernator generalna Mary Simon | Premier Justin Trudeau                                   |
|       | Mongolia        | Ułan Bator                 | 1 564 116          | 3 227 863      | 2,06                           | +7, +8, +9                | Tugrik                                  | mongolski                                              | Prezydent Uchnaagijn Chürelsüch                                | Premier Luvsannamsrain Oyun-Erdene                       |
|       | Korea Północna  | Pjongjang                  | 120 538            | 25 955 138     | 215,33                         | +08:30                    | Won północnokoreański                   | koreański                                              | Prezwodniczący Kim Dzong Un                                    | Premier Kim Tok-hun                                      |
|       | Pakistan        | Islamabad                  | 796 095            | 242 923 845    | 305,14                         | +5                        | Rupia pakistańska                       | urdu, angielski                                        | Prezydent Arif Alvi                                            | Premier Anwar ul Haq Kakar                               |
|       | Sri Lanka       | Sri Dźajawardanapura Kotte | 65 610             | 23 187 516     | 353,41                         | +05:30                    | Rupia lankijska                         | syngaleski, tamilski, angielski                        | Prezydent Ranil Wickremesinghe                                 | Premier Dinesh Gunawardena                               |
|       | Unia Europejska | Bruksela (de facto)        | 4 236 351          | 450 858 381    | 106,43                         | ±0, +1, +2                | Euro i inne waluty państw członkowskich | języki państw członkowskich, angielski - język roboczy | Przewodniczący Rady Europejskiej Charles Michel                | Przewodnicząca Komisji Europejskiej Ursula von der Leyen |